# Брюс Кемпбелл
Брюс Лорн Ке́мпбелл (англ. Bruce Lorne Campbell; 22 червня 1958) — американський актор, продюсер та режисер, співзасновник кінокомпанії Renaissance Pictures. Найбільше відомий за трилогією Сема Реймі «Зловісні мерці».

## Біографія
Брюс Кемпбелл народився 22 червня 1958 року в Роял-Оук, штат Мічиган, США. У школі познайомився з Семом Реймі. Почав займатися акторською справою в студентських фільмах. В 1978 році Кемпбелл знявся в короткометражному фільмі Реймі «У лісі», сюжетна лінія котрого, була використана у циклі про «Зловісних мерців». Успіх прийшов у 1981 році, коли Кемпбелл знявся у ролі Еша в фільмі жахів Реймі «Зловісні мерці». Кемпбелл не тільки зіграв головну роль, але й узяв активну участь у створенні всього фільму, в результаті чого був вказаний як один з продюсерів фільму. Згодом вийшли ще два фільми з цього циклу: «Зловісні мерці 2» та «Армія темряви». Реймі запрошував Кемпбелла на маленькі ролі в інших фільмах, зокрема у всіх трьох частинах Людина-павук.
Кемпбелл також знімався у телесеріалах. У серіалах «Геркулес: Легендарні подорожі» та «Ксена: принцеса-воїн» він довгий час грав роль Автоліка. В епізоді з шостого сезону серіалу «Цілком таємно» «Мова ніжності» Кемпбелл зіграв роль демона.

## Особисте життя
У 1983 році актор одружився з дівчиною на ім'я Крістіна Девю. У сім'ї з'явилися діти: Ребекка і Енді, однак в 1989 пара розлучилася.
Він оселився у власному маєтку в Джексонвіллі, штат Орігон, разом зі своєю другою дружиною, дизайнером Іди Джирон (англ. Ida Gearon). Їхнє знайомство відбулося на зйомках картини «Помутніння розуму» (англ. Mindwarp) у 1992 році.

## Фільмографія

### Актор
| Рік       |    | Українська назва                               | Оригінальна назва                                    | Роль                                            |
| --------- | -- | ---------------------------------------------- | ---------------------------------------------------- | ----------------------------------------------- |
| 1972      | кф | Цар Едіп                                       | Oedipus Rex                                          | Креон                                           |
| 1977      | ф  | Це вбивство!                                   | It's Murder!                                         | поліцейський на мотоциклі                       |
| 1978      | в  | Ранні короткометражки Сема Реймі               | Sam Raimi Early Shorts                               |                                                 |
| 1978      | кф | Шемп їсть Місяць                               | Shemp Eats the Moon                                  | Shemp Мелоун                                    |
| 1978      | кф | У лісі                                         | Within the Woods                                     | Брюс                                            |
| 1980      | кф | Сліпий офіціант                                | The Blind Waiter                                     | офіціант                                        |
| 1981      | ф  | Зловісні мерці                                 | The Evil Dead                                        | Еш                                              |
| 1981      | кф | Торро, Торро, Торро!                           | Torro. Torro. Torro!                                 | офіцер                                          |
| 1982      | кф | Клівленд Сміт: Мисливець за головами           | Cleveland Smith: Bounty Hunter                       | Клівленд Сміт                                   |
| 1984      | ф  | Повертаючись назад                             | Going Back                                           | Бріс Чапман                                     |
| 1985      | ф  | Хвиля злочинності                              | Crimewave                                            | Ренальдо «Мерзотник»                            |
| 1985      | ф  | Війна Страйкера                                | Stryker's War                                        | диктор                                          |
| 1987      | ф  | Зловісні мерці 2                               | Evil Dead II                                         | Еш                                              |
| 1987      | с  | Тиха пристань                                  | Knots Landing                                        | Джоел Бенсон                                    |
| 1988      | ф  | Маніяк-поліцейський                            | Maniac Cop                                           | Джек Форрест                                    |
| 1989      | ф  | Непроханий гість                               | Intruder                                             | офіцер Говард                                   |
| 1989      | с  | Покоління                                      | Generations                                          | Алан Стюарт                                     |
| 1989      | ф  | Місячна пастка                                 | Moontrap                                             | Рей Таннер                                      |
| 1989      | ф  | Мрець по сусідству                             | The Dead Next Door                                   | Реймі / командер Карпентер                      |
| 1989      | ф  | Захід сонця: Притулок вампірів                 | Sundown: The Vampire in Retreat                      | Ван Хельсинг                                    |
| 1990      | ф  | Маніяк-поліцейський 2                          | Maniac Cop 2                                         | Джек Форрест                                    |
| 1990      | ф  | Людина темряви                                 | Darkman                                              | Пейтон в останній масці в кінці фільму          |
| 1991      | ф  | Лунатики: Історія кохання                      | Lunatics: A Love Story                               | Рей / нейрохірург                               |
| 1991      | ф  | Помутніння розуму                              | Mindwarp                                             | Стровер                                         |
| 1992      | ф  | Музей воскових фігур 2                         | Музей восковых фигур 2 Waxwork II: Lost in Time      | Джон Лофтмор                                    |
| 1992      | ф  | Едді Преслі                                    | Eddie Presley                                        | служник психіатричної лікарні                   |
| 1992      | ф  | Армія темряви                                  | Army of Darkness                                     | Еш                                              |
| 1993—1994 | с  | Пригоди Бріско Каунті-молодшого                | The Adventures of Brisco County Jr.                  | Бріско Каунті-молодший                          |
| 1994      | ф  | Підручний Гадсакера                            | The Hudsucker Proxy                                  | Смітті                                          |
| 1995      | ф  | Швидкий та мертвий                             | The Quick and the Dead                               | Шемп (сцени видалено)                           |
| 1995      | ф  | Руйнівниця                                     | The Demolitionist                                    | переможець                                      |
| 1995      | ф  | Конго                                          | Congo                                                | Чарльз Тревіс                                   |
| 1995—1999 | с  | Геркулес: Легендарні подорожі                  | Hercules: The Legendary Journeys                     | Аутолікс                                        |
| 1995      | с  | Лоїс та Кларк: Нові пригоди Супермена          | Lois & Clark: The New Adventures of Superman         | Білл Чарч молодший                              |
| 1995      | с  | Американська Готика                            | American Gothic                                      | лейтенант Дрей                                  |
| 1996      | с  | Убивчий відділ                                 | Homicide: Life on the Street                         | Джейк Родзинські                                |
| 1996—1997 | с  | Еллен                                          | Ellen                                                | Ед Біллік                                       |
| 1996—1999 | с  | Ксена: принцеса-воїн                           | Xena: Warrior Princess                               | Аутолікс                                        |
| 1996      | ф  | Втеча з Лос-Анджелеса                          | Escape from L.A.                                     | хірург з Беверлі-Гіллз                          |
| 1996      | ф  | Фарґо                                          | Fargo                                                | актор мильної опери                             |
| 1996      | тф | Торнадо!                                       | Tornado!                                             | Джейк Торн                                      |
| 1996      | тф | Заколот у космосі                              | Assault on Dome 4                                    | Алекс Віндем                                    |
| 1997      | тф | На бойовому посту: Полум'я слави               | In the Line of Duty: Blaze of Glory                  | Джефф Еріксон                                   |
| 1997      | тф | Любий «Жук»                                    | The Love Bug                                         | Хенк Купер                                      |
| 1997      | тф |                                                | Missing Links                                        | Рей                                             |
| 1997      | с  | Дивовижна наука                                | Weird Science                                        | Джин                                            |
| 1997      | ф  | Розум Менно                                    | Menno's Mind                                         | Мік Дуриф, лідер повстанців                     |
| 1997      | ф  | Час Роботи                                     | Running Time                                         | Карл                                            |
| 1997      | ф  | Флот МакХейла                                  | McHale's Navy                                        | Верджил                                         |
| 1998      | ф  | Каток                                          | La patinoire                                         | актор                                           |
| 1998      | тф | Золота лихоманка                               | Goldrush: A Real Life Alaskan Adventure              | Пірс Томаса Медісон                             |
| 1998      | тф | Патруль часу                                   | Timecop                                              | Томмі Меддокс                                   |
| 1999      | с  | Цілком таємно                                  | The X Files                                          | Вейн Вейнсайдер (Епізод: "Мова ніжності")       |
| 1999      | в  | Від заходу до світанку 2: Криваві гроші Техасу | From Dusk Till Dawn 2: Texas Blood Money             | Баррі                                           |
| 2000      | ф  | Пошук у часі                                   | Timequest                                            | Вільям Робертс                                  |
| 2000      | ф  | Напролом                                       | Icebreaker                                           | Карл Грейг                                      |
| 2000      | с  | Джек-шибайголова                               | Jack of All Trades                                   | Джек Стайлз / зухвалий драгун                   |
| 2000      | с  | Зоряна брама: SG-1                             | Stargate SG-1                                        | працівник                                       |
| 2001      | с  | Жебраки і виборщики                            | Beggars and Choosers                                 | Джек                                            |
| 2001      | мс | Легенда про Тарзана                            | The Legend of Tarzan                                 | Макс Лейблінг                                   |
| 2001      | мф | Мізки Губерта                                  | Hubert's Brain                                       | Томпсон                                         |
| 2001      | ф  | Маджестік                                      | The Majestic                                         | Роланд безстрашний дослідник                    |
| 2002      | с  | Усі жінки — відьми                             | Charmed                                              | агент ФБР Джекман                               |
| 2002      | ф  | Людина-павук                                   | Spider-Man                                           | ведучий на ринзі                                |
| 2002      | ф  | Бабба Хо-Теп                                   | Bubba Ho-Tep                                         | Елвіс Преслі / Себастьян Хафф                   |
| 2002      | ф  | Шахраї                                         | Serving Sara                                         | Гордон Мур                                      |
| 2002      | тф | Вторгнення на Землю                            | Terminal Invasion                                    | Джек                                            |
| 2003      | мс | Дак Доджерс                                    | Duck Dodgers                                         | свиня Пігглер (голос)                           |
| 2003      | мс | Життя і пригоди робота-підлітка                | My Life as a Teenage Robot                           | Хімкулес                                        |
| 2003      | в  | Наркотики                                      | Drugs                                                | Брюс                                            |
| 2003      | ф  | Нестерпна жорстокість                          | Intolerable Cruelty                                  | актор мильної опери по телевізору               |
| 2004      | ф  | Ігри джентльменів                              | The Ladykillers                                      | соціальний працівник                            |
| 2004      | ф  | Людина-павук 2                                 | Spider-Man 2                                         | швейцар                                         |
| 2004      | в  | Книга коміксів                                 | Comic Book: The Movie                                | Брюс Кемпбелл                                   |
| 2004      | мс | Мегас Екс-Ел-Ар                                | Megas XLR                                            | Magnanimous / Magnaminous                       |
| 2005      | тф | Інопланетний апокаліпсис                       | Alien Apocalypse                                     | Іван                                            |
| 2005      | ф  | Чоловік з галасливим мозком                    | Man with the Screaming Brain                         | Вільям Коул                                     |
| 2005      | ф  | Вищий пілотаж                                  | Sky High                                             | тренер Бумер                                    |
| 2006      | ф  | Ліс                                            | The Woods                                            | Джо Фасуло                                      |
| 2006      | тф | На вершині світу                               | Touch the Top of the World                           | Ед Вейхенмайер                                  |
| 2006      | мс | Робоцип                                        | Robot Chicken                                        | Himself / Red Power Ranger / Car Chase Narrator |
| 2006—2009 | мс | Дублери                                        | The Replacements                                     | дядя Філ / Філ Мігрейв                          |
| 2006      | мф | Лихо мурашине                                  | The Ant Bully                                        | Фугакс                                          |
| 2006      | мф | Непереможна команда супер-мавпочок             | Super Robot Monkey Team Hyperforce Go!               | Капітан Шуггазум                                |
| 2007      | мф | Команда Фастфуд                                | Aqua Teen Hunger Force Colon Movie Film for Theaters | Chicken Bittle                                  |
| 2007      | ф  | Мене звуть Брюс                                | My Name Is Bruce                                     | Брюс Кемпбелл                                   |
| 2007      | ф  | Людина-павук 3                                 | Spider-Man 3                                         | метрдотель                                      |
| 2007—2013 | с  | Чорна мітка                                    | Burn Notice                                          | Сем Екс                                         |
| 2009      | ф  | Білий рис                                      | White on Rice                                        | Мурамото                                        |
| 2009      | мф | Мінлива хмарність, часом фрикадельки           | Cloudy with a Chance of Meatballs                    | мер Шелбурн                                     |
| 2011      | мф | Тачки 2                                        | Cars 2                                               | Rod 'Torque' Redline                            |
| 2011      | тф | Чорна мітка: Падіння Сема Екса                 | Burn Notice: The Fall of Sam Axe                     | Сем Екс                                         |
| 2012      | ф  | Колір часу                                     | The Color of Time                                    | Гуді                                            |
| 2013      | ф  | Оз: Великий та Могутній                        | Oz the Great and Powerful                            | охоронець воріт                                 |
| 2013      | ф  | Зловісні мерці                                 | Evil Dead                                            | Еш                                              |
| 2013      | ф  | Мачете убиває                                  | Machete Kills                                        | Мендес Гуерілла                                 |
| 2013      | с  | Пенсильванія-авеню, 1600                       | 1600 Penn                                            | Дуг Гилкрист                                    |
| 2014      | с  | Ясновидець                                     | Psych                                                | доктор Ешфорд Н. Сімпсон                        |
| 2014      | с  | Бібліотекарі                                   | The Librarians                                       | Санта                                           |
| 2015—2018 | с  | Еш проти зловісних мерців                      | Ash vs Evil Dead                                     | Ешлі Джей Вільямс                               |
| 2015      | ф  | Ескорт                                         | The Escort                                           | Чарльз                                          |
| 2015      | с  | Фарґо                                          | Fargo                                                | Рональд Рейган                                  |
| 2015      | ф  | Ласкаво просимо в Чистилище                    | Dark Ascension                                       | людина в гавайській сорочці                     |
| 2016      | с  |                                                | Spine Chillers                                       | фотомодель / Брюс Кемпбелл                      |
| 2017      | с  |                                                | Circus of Chaos                                      | Брюс Кемпбелл                                   |
| 2017      | ф  | Високофункціональний                           | Highly Functional                                    | Чилі Янгфілд                                    |
| 2018      | с  | Ложа 49                                        | Lodge 49                                             | Гері Грін                                       |
| 2018—2020 | мс |                                                | Tangled: The Series                                  | Король Едмунд (голос)                           |
| 2019—2021 | мс | Останні діти на Землі                          | The Last Kids on Earth                               | Шеф-кухар                                       |
| 2020      | мс |                                                | SThe Last Kids on Earth                              | повар (голос)                                   |
| 2021      | ф  |                                                | Black Friday                                         | Джонатан                                        |

### Режисер, продюсер та інше
| Рік       |     | Українська назва               | Оригінальна назва                                 | Роль                          |
| --------- | --- | ------------------------------ | ------------------------------------------------- | ----------------------------- |
| 1977      | ф   | Це вбивство!                   | It's Murder!                                      | режисер другого плану         |
| 1978      | кф  | Шемп їсть Місяць               | Shemp Eats the Moon                               | продюсер                      |
| 1978      | кф  | У лісі                         | Within the Woods                                  | продюсер                      |
| 1981      | кф  | Атака руки допомоги            | Attack of the Helping Hand!                       | оператор                      |
| 1981      | ф   | Зловісні мерці                 | The Evil Dead                                     | продюсер                      |
| 1981      | кф  | Торро, Торро, Торро!           | Torro. Torro. Torro!                              | продюсер                      |
| 1984      | ф   | Просто кров                    | Blood Simple.                                     | бюджетний консультант, дублер |
| 1985      | ф   | Війна Страйкера                | Stryker's War                                     | сценарист                     |
| 1985      | ф   | Хвиля злочинності              | Crimewave                                         | продюсер                      |
| 1987      | ф   | Зловісні мерці 2               | Evil Dead II                                      | продюсер                      |
| 1989      | ф   | Легкі колеса                   | Easy Wheels                                       | продюсер                      |
| 1991      | ф   | Лунатики: Історія кохання      | Lunatics: A Love Story                            | продюсер                      |
| 1992      | ф   | Армія темряви                  | Army of Darkness                                  | продюсер                      |
| 1992      | ф   | Пришелепкуватий Нат            | The Nutt House                                    | сценарист                     |
| 1995—1999 | с   | Геркулес: Легендарні подорожі  | Hercules: The Legendary Journeys                  | режисер                       |
| 1997—1999 | с   | Ксена: принцеса-воїн           | Xena: Warrior Princess                            | режисер                       |
| 2000      | с   | Майстер на всі руки            | Jack of All Trades                                | продюсер                      |
| 2001      | с   | VIP                            | V.I.P.                                            | режисер                       |
| 2002      | ф   | Хвилина ненависті              | Hatred of a Minute                                | продюсер                      |
| 2002      | док |                                | Fanalysis                                         | режисер, продюсер             |
| 2004      | док | Спільнота каже                 | A Community Speaks                                | режисер, продюсер, монтажер   |
| 2005      | ф   | Чоловік з галасливим мозком    | Man with the Screaming Brain                      | режисер, продюсер, сценарист  |
| 2007      | ф   | Мене звуть Брюс                | My Name Is Bruce                                  | режисер, продюсер             |
| 2009      | в   |                                | Beyond Inside the Cave: The Making of Cavealien 2 | продюсер                      |
| 2011      | тф  | Чорна мітка: Падіння Сема Екса | Burn Notice: The Fall of Sam Axe                  | продюсер                      |
| 2013      | ф   | Зловісні мерці                 | Evil Dead                                         | продюсер                      |
| 2015—2018 | с   | Еш проти зловісних мерців      | Ash vs Evil Dead                                  | виконавчий продюсер           |
| 2015      | с   |                                | Last Fan Standing                                 | продюсер                      |

## Озвучення відеоігор
| Рік  |    | Українська назва                             | Оригінальна назва                            | Роль                           |
| ---- | -- | -------------------------------------------- | -------------------------------------------- | ------------------------------ |
| 1997 | вг | Pitfall 3-D: Beyond the Jungle               | Pitfall 3-D: Beyond the Jungle               | Гаррі                          |
| 1997 | вг | Broken Helix                                 | Broken Helix                                 | Бертон                         |
| 2000 | вг | Evil Dead: Hail to the King                  | Evil Dead: Hail to the King                  | Еш / злий Еш                   |
| 2000 | вг | Tachyon: The Fringe                          | Tachyon: The Fringe                          | Джейк Логан                    |
| 2002 | вг | Spider-Man                                   | Spider-Man                                   | Екскурсовод                    |
| 2003 | вг | Evil Dead: A Fistful of Boomstick            | Evil Dead: A Fistful of Boomstick            | Еш                             |
| 2004 | вг | Spider-Man 2                                 | Spider-Man 2                                 | Екскурсовод / швейцар в театрі |
| 2005 | вг | Evil Dead: Regeneration                      | Evil Dead: Regeneration                      | Еш                             |
| 2006 | вг | Ant Bully                                    | Ant Bully                                    | Фугакс                         |
| 2007 | вг | Spider-Man 3                                 | Spider-Man 3                                 | оповідач                       |
| 2008 | вг | Hellboy: The Science of Evil                 | Hellboy: The Science of Evil                 | Омар Джонсон                   |
| 2011 | вг | Cars 2: The Video Game                       | Cars 2: The Video Game                       | Rod 'Torque' Redline           |
| 2012 | вг | The Amazing Spider-Man                       | The Amazing Spider-Man                       | репортер                       |
| 2013 | вг | TOME: Immortal Arena                         | TOME: Immortal Arena                         |                                |
| 2015 | вг | Call of Duty: Advanced Warfare — Exo Zombies | Call of Duty: Advanced Warfare — Exo Zombies | Капітан Леннокс                |
| 2019 | вг | Dead by Daylight                             | Dead by Daylight                             | Еш Вільямс                     |
| 2022 | вг | Evil Dead: The Game                          | Evil Dead: The Game                          | Еш                             |